# Budești (Bistrița-Năsăud)
Budești  (in ungherese Budatelke, in tedesco Bodendorf) è un comune della Romania di 2064 abitanti, ubicato nel distretto di Bistrița-Năsăud, nella regione storica della Transilvania.
Il comune è formato dall'unione di 4 villaggi: Budești, Budești-Fînațe, Țagu, Țăgșoru.